# Grantham (Québec)
Pour les articles homonymes, voir Grantham (homonymie).
Grantham est un secteur de la ville de Drummondville. Avant 1993, c'était une municipalité qui s'étendait du nord à l'ouest de Drummondville. Grantham longe l'autoroute 20 et l'autoroute 55. Le dernier maire était Alain Carrier.